# Джок Полфрийман
Джок Полфрийман (роден на 13 ноември 1986 г.) е австралийски гражданин, осъден за убийството на Андрей Монов и осъден на 20 години затвор в България.
Полфрийман е служел в британската армия по времето на инцидента.
В ранните часове на 28 декември 2007 г. 21-годишният Полфрийман изпада в конфликт с група от 16 души, след като става свидетел как нападат двама роми с неустановена самоличност на пл. „Света Неделя“ в София. По време на конфликта Полфрийман изважда нож и с него наранява 20-годишния Андрей Монов и 19-годишния Антоан Захариев. Впоследствие Монов умира поради нараняванията си.
В затвора Полфрийман основава Българска асоциация на затворниците през 2012 г. 
На 19 септември 2019 г. Апелативен съд – София освобождава предсрочно Джок Полфрийман от изтърпяване на оставащите 6 години и половина от наказанието му „20 години лишаване от свобода“. 300 български съдии подписват публично писмо, подкрепящо решението.
Телевизионният водещ и журналист Георги Коритаров сравнява Полфрийман с Васил Левски, „защото и Левски е бил съден за убийство“.
Полфрийман е освободен от затвора и се завръща в Австралия към края на 2020 г.